# Hofors
Hofors er en by i landskapet i Gästrikland i Gävleborgs län  i Sverige, beliggende lidt vest for  landskaps-/länsgrænsen til Dalarna. Den er administrationsby i Hofors kommun og i år 2010 boede der 6.681 indbyggere der. 
Hofors er opstået omkring  stålindustrien, der går tilbage til et gammelt jernværk fra 1600-tallet. Hofors nævnes för første gang i  1549, da som Hoffors.
E16 og jernbanelinjen Bergslagsbanan går gennem byen i øst- vestlig retning.

## Eksterne kilder og henvisninger
1. ↑  Strandvik, S: "Gästrikeberg", sidan 199. Jernkontoret, 2001.